# لو بليسيس روبنسون
لو بليسيس روبنسون، هي بلدية في الضواحي الجنوبية الغربية لباريس، فرنسا. تقع 10.5 كيلومتر (6.5 ميل) من وسط باريس. اعتبارًا من 2009 يبلغ عدد سكانها 26581 نسمة.

## التاريخ
تم ذكر بليسيس لأول مرة في عام 839 باسم بليسياكوس مع الكستناء، مما يعني بليسيس بالقرب من الكستناء. كانت قرية بليسيس قرية محاطة بسياج مصنوع من الفروع. في عام 1112، تم إنشاء كنيسة القرية، والتي لا يزال برجها الرومانسكي قائمًا كأقدم نصب لو بليسيس. في نهاية القرن الثاني عشر، تم تغيير اسم القرية إلى لوبليسيس راؤول، على اسم اللورد المحلي راؤول، خادم الملك فيليب الثاني ملك فرنسا. في عام 1407 وصل الأمر إلى يد جان بيكيه دو لا هاي، الذي بنى قلعة في القرية تسمى الآن لو بليسيس-بيكيه. في عام 1614 تم بناء دير لمجمع فوييانس في القرية. في عام 1682، قام جان بابتيست كولبير، وزير المالية في عهد لويس الرابع عشر، بحفر بركة تغذي نوافير شاتو دي سكو. اشترى بيير دي مونتسكيو دارتاجنان الحوزة في عام 1699، وقام بتوسيع الحدائق. في عام 1790، نتيجة للثورة الفرنسية، انتخب أنطوان مولي أول رئيس لبلدية لو بليسيس. تم تغيير اسم البلدية إلى لو بليسيس ليبرتيه. تم تأميم الدير وهدمه.
تمت إعادة تسمية البلدية إلى لو بليسيس بيكيه في عام 1801. في عام 1848، تم إنشاء حانة ريفية (ملهى) في المنطقة كمجموعة من بيوت الأشجار المترابطة. سميتلو جراند روبنسون على اسم بيت الشجرة الموصوف في عائلة روبنسون السويسرية، وهي رواية سميت على اسم روبنسون كروزو. نشأت العديد من المؤسسات الشعبية الأخرى في المنطقة، وظلت تتمتع بشعبية حتى الستينيات. في عام 1909، تمت إعادة تسمية بلدية لو بليسيس بيكيه رسميًا باسم لو بليسيس روبنسون، بعد لو جراند روبنسون. في عام 1854، اشترى لويس هاشيت القلعة والأراضي. أصبح فيما بعد عمدة لو بليسيس بيكيه وعضو مجلس المدينة. تم تدمير القرية والقلعة في حرب عام 1870، ولكن أعادت عائلة هاتشيت بناء القلعة.

## العمران الجديد

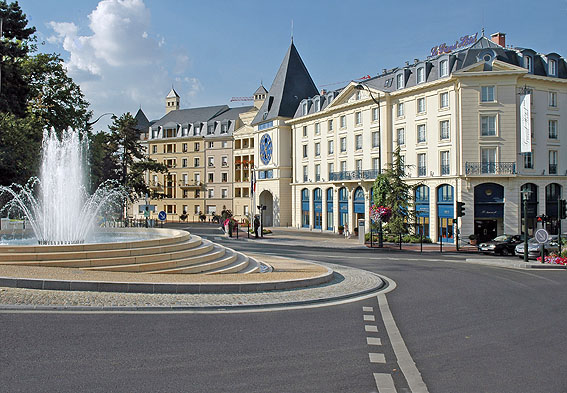
العمران الجديد في لو بليسيس_روبنسون

يعتبر لو بليسيس روبنسون اليوم من أهم مشاريع العمران الجديد في فرنسا. يقوم العمدة فيليب بيميزيك حاليًا بإعادة تشكيل المدينة بالكامل، بالتعاون مع المهندسين المعماريين مارك ونادا بريتمان، الفائزين بجائزة دريهاوس 2018 وجزء من الحركة الكلاسيكية الجديدة.

## المواصلات
لا يتم تقديم لو بليسيس روبنسون بواسطة باريس مترو أو شبكة اكسبرس الإقليمية أو شبكة السكك الحديدية في الضواحي. أقرب محطة إلى لو بليسيس روبنسون هي محطة روبنسون على خط باريس شبكة اكسبرس الإقليمية. تقع هذه المحطة في البلدية المجاورة سكو، 1.5 كيلومتر (0.93 ميل) من وسط مدينة لو بليسيس روبنسو.

## التعليم
تشمل المدارس الابتدائية مجموعتين من دور الحضانة ورياض الأطفال، وخمس حضانات مستقلة / دور ما قبل المدرسة (الأمهات)، وأربع مدارس ابتدائية مستقلة، وإيكول ريموند أومونت.
المدارس الثانوية:
- مدرستان ثانويتان: كوليج كلود نيكولاس ليدو وكوليج رومان رولاند
- مدرسة ثانوية واحدة: ليسيه مونتسكيو

## مواقع الاهتمام
- حديقة شاتو

## المدن التوأم
ولو بليسيس روبنسون توأمة مع المدن التالية:
- ووكينغ، المملكة المتحدة

- أرابكير، يريفان، أرمينيا

## روابط خارجية
- لو بليسيس روبنسون سيتي هول